# Dinocras ferreri
Dinocras ferreri är en bäcksländeart som först beskrevs av Pictet, F.J. 1841.  Dinocras ferreri ingår i släktet Dinocras och familjen jättebäcksländor. Inga underarter finns listade i Catalogue of Life.

## Bildgalleri

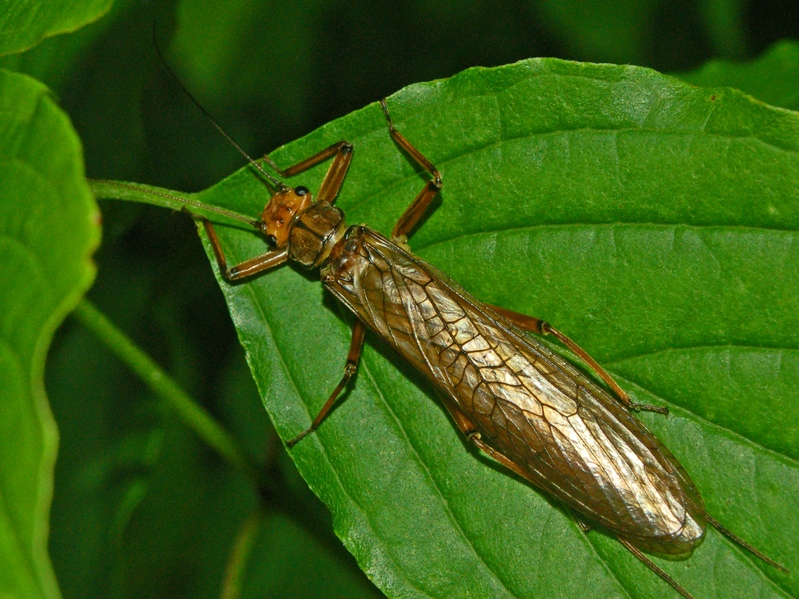